# Alistair Spalding
Sir Alistair Spalding (Stotfold, 25 agosto 1957) è un direttore artistico britannico.

## Biografia
Dopo sei anni con l'Hawth Theatre di Crawley, nel 1994 Alistair Spalding è stato nominato direttore della sezione "danza e performance" del Southbank Centre e ha ricoperto la carica fino al 2000. In questo periodo ha istituito la pratica di commissionare nuovi balletti a compagnie britanniche e internazionali, aumentando considerevolmente la programmazione di danza nel cartellone del teatro.
Dal 2000 è stato direttore della programmazione della stagione del Teatro Sadler's Wells, di cui è diventato direttore artistico nell'ottobre 2004. Sotto la sua direzione il teatro ha ospitato compagnie di alto profilo, tra cui l'Alvin Ailey American Dancer Theatre, il Dresden Frankfurt Dance Company, l'Het Nationale Ballet e la Martha Graham Dance Company. Oltre ad ospitare importanti compagnie, Spalding ha commissionato diversi nuovi balletti prodotti dal teatro stesso, assumendo acclamati ballerini e coreografi come Matthew Bourne, Sidi Larbi Cherkaoui, Akram Khan, Sylvie Guillem, Crystal Pite, Wayne McGregor e Christopher Wheeldon in veste di artisti associati del Sadler's Wells. Per il suo contributo alla danza britannica è stato insignito del titolo di Commendatore dell'Ordine dell'Impero Britannico (2012) e del cavalierato (2022).